# Digitalanalog
Das Digitalanalog wurde 2001 gegründet und findet seit 2002 als audiovisuelles Kunst- und Kulturfestival in München mit Wurzeln in der alternativen Clubkultur statt. Seit 2007 wird das Digitalanalog vom gleichnamigen Verein Digitalanalog e.V. veranstaltet. Der Verein wurde von Claudia und Stefan Holmeier, seit 2001 Veranstalter von Digitalanalog, gegründet.

## Geschichte
Das erste Digitalanalog fand im Februar 2002 drei Tage lang in der ehemaligen „Tube“ des Einstein-Kulturzentrums statt. Seitdem wurde mit steigenden Besucherzahlen der Veranstaltungsort gewechselt und beispielsweise das Harry Klein oder das Haus der Kunst in München bespielt. Von 2007 bis 2021 hatte das Digitalanalog eine Heimat im Gasteig gefunden. 2020, bedingt durch die Corona-Krise, wurde das Festival von 5 Bühnen gleichzeitig an beiden Festival Tagen im Stream ausgestrahlt. Ab 2022 ist der neue Spielort des Digitalanalog Festivals das Muffatwerk.

## Zielsetzung
Aufgrund der Wurzeln des Digitalanalogs in der alternativen und Untergrundszene in München war das Ziel, schon seit den ersten Anfängen ein buntes Programm für eine breite Zielgruppe fern des massenmedientauglichen Mainstreams zu bieten. Die Kosten des Festivals wurden deshalb immer so kalkuliert, dass für die Besucher der Eintritt frei bleibt, um einer möglichst breiten Masse ein Kunst- und Kulturerlebnis zu ermöglichen. Dies wird durch viele ehrenamtliche Helfer erreicht, aber auch durch Künstler, die sich der alternativen Szene verbunden fühlen und aus diesem Grund günstig oder ohne Gage auftreten. Der Gasteig als Veranstaltungsort ist insofern bewusst gewählt, dass auch Menschen der Zugang ermöglicht wird, die sich nicht in der typischen Clubkultur heimisch fühlen. Der Name des Festivals ist inspiriert vom gleichnamigen Untertitel eines Albums des österreichischen Künstlers Curd Duca und steht für die Verbindung dieser beiden Pole im Rahmen des Festivals.

## Gestaltung
Als umfassendes Kulturfestival versucht das Digitalanalog Elemente aus verschiedenen Künsten zu einem stimmigen Gesamterlebnis zusammenzufassen. Oftmals lässt sich ein Künstler nicht in eine feste Kategorie einordnen, da Stilelemente aus verschiedenen Künsten vermischt und verbunden werden, um das Gesamtkunstwerk zu gestalten.

### Musik
Wichtiger Grundbestandteil des Festivals ist selbstverständlich die Musik. Das Genre überspannt hier alle Spielarten der elektronischen Musik, immer öfter treten aber auch Künstler mit alternativen Bands von Indie-Rock bis Metall auf der eigens dafür eingerichteten Bühne auf. Bewusst erwünscht sind hier auch Musiker, mit experimentellen Tonerzeugern oder konzeptionellen Klangkompositionen. Deshalb konnte man auf dem Digitalanalog Auftritte von Künstlern mit außergewöhnlichen „Instrumenten“ wie Synthesizer, Game Boy oder dem Tenori-on sehen.

### Video
Ein weiterer wichtiger Bestandteil des Festivals sind diverse Videobespielungen. So wird zu den Auftritten der Musiker meist live eine Videoprojektion von VJs eingespielt, die versuchen die Atmosphäre der Musik aufzunehmen und in Bilder umzusetzen. Oft stehen diese im direkten Kontakt zu den Musikern, um eine Kooperation zu ermöglichen. Weitere visuelle Kunstwerke sind Videoinstallationen über die Geschichte des Festivals, Lichtgestaltung des Gebäudes, aber auch Performances, die Live-Streams von verschiedenen Kameras im Gebäude in Echtzeit bearbeiten und verändern.

### Lesungen
Lesungen gehören seit Beginn fest zum Digitalanalog. Hier werden Themen aus einem breiten Gebiet präsentiert, vom Rezitieren historischer Literatur bis hin zur Podiumsdiskussion und Gesellschaftskritik. Das Augenmerk liegt hier auf einer Mischung aus Unterhaltung und Bildung.

### Performances
Ebenfalls fest zum Inventar gehören Performances. Hier sieht man Konzeptkünstler, begehbare Kunstinstallationen oder Werkschauen von Modeschaffenden.

### Workshops
Seit 2013 finden kleine Workshops statt, in denen Besucher des Festivals selbst mit Installationen interagieren können. Dazu gehören Synthesizer, Instrumente oder offene Kunsträume.